# 新常識クイズ!目からウロコ
『新常識クイズ!目からウロコ』（しんじょうしきクイズ めからウロコ）は、2001年4月16日から同年9月17日までフジテレビほか一部のFNS系列局で放送された沢田研二が総合司会を務める生活情報クイズ番組・教養バラエティ番組。放送時間は毎週月曜 19:00 - 19:54 (JST) 。

## 番組内容
「間違いだらけの○○」と題し、タイトル通りにそれまでの常識を覆すような「新常識」をクイズ形式で紹介していた。

## 出演者
- 沢田研二（総合司会）
- 高田純次（レギュラー解答者）
- はしのえみ（同上）
- 島田彩夏（フジテレビアナウンサー・進行役）
- 坂上みき（ナレーター・番組キャラクター「ウロコちゃん」の声）

## 本番組に出演したゲスト解答者
- 筧利夫
- 叶美香
- セイン・カミュ
- 千秋
- 氷川きよし
- 雛形あきこ
- 峰竜太
- ほか

## スタッフ
- 構成：岩瀬恵理子、森和盛、川島浩司、櫻井昭宏、近藤博美、岩瀬公治【週替り】、海老克哉、そーたに、小野高義、真田るみ子／大岩賞介【毎週】
- TP：高瀬義美
- SW：藤本敏行
- カメラ：小川利行
- VE：高木稔
- 音声：篠良一
- LD：河村清太郎（フジテレビ）
- マルチ：中島一博
- ロケ技術：
  - カメラ：黒崎義行、清水貴能、鈴木謙友、竹葉晶子、斉藤和彦、井出雅之、松尾雄一郎【週替り】
  - VE：本田和彦、福島伸幸、高橋克明【週替り】
- 技術協力：ニユーテレス、明光セレクト、IMAGICA【毎週】、ティ・ピー・ブレーン、ザ・チューブ、共同テレビ、デジタルピーコム、エヌ・エス・ティー、ジェイ・クルー、スタジオミック、TSP、プロセンスタジオ【週替り】
- 美術制作：小須田和彦（フジテレビ）
- デザイン：桐山三千代（フジテレビ）
- 美術進行：伊藤則緒
- 大道具：那須野清
- 視覚効果：倉谷美奈絵
- 電飾：大木謙二
- アクリル装飾：相田雄一
- 生花装飾：荒川直史
- アートフレーム：上田馨
- 装飾：菅原知洋、鷲澤栄一
- 衣裳：山田斉
- メイク：高梨由美子
- タイトルCG：デジタルサーカス【毎週】、エーシージー、チームガキデカ【週替り】
- 音響効果：篠原光（佳夢音）【毎週】、矢部公英（ふなや）、志田博英（ヴェントゥオノ）、岡戸久幸（SPOT）、井上竜一（TSP）【週替り】
- EED：北澤孝司
- MA：篠原正宏
- リサーチ：フォーミュレーション【毎週】、オンリーユー【週替り】
- 構成ブレーン：益田由美（フジテレビアナウンサー）
- 広報：石田卓子（フジテレビ）
- TK：藤巻理恵
- デスク：松本保江
- AD：中谷徳秀、野田潤一、山本、五十嵐、小林啓之、村山えりか、桜田江利子、川端鉄也、川崎敬、戸田光史【週替り】、西本正明、関達也【毎週】
- AP：有馬智子（フジテレビ）、瀧田浩貴（ザ・ワークス）【毎週】、矢嶋麻子・金佐智絵（共にザ・ワークス）、杉山浩子【週替り】
- ディレクター：福地裕之、阿部裕、高野信行、横森敦、宮本忠浩、神崎茂（共同テレビ）、三脇えり奈、千葉隆弥、鈴木康正（リュウ・エンタープライズ）、笠原裕明、安藤茂克、外川知宏（オン・エアー）、駒崎茂之（いまじん）、平山建司（ザ・ワークス）、中澤智有、さとうしゅう（いまじん）、古谷英治、柿田聡（いまじん）、門脇泰久【週替り】
- 総合演出：武田幹治（ザ・ワークス）、池田睦也（スタッフラビ）
- プロデューサー：西山仁紫（フジテレビ）【毎週】、大林龍彦（共同テレビ）、近澤駿（リュウ・エンタープライズ）、福田真砂美（オン・エアー）、尾崎正浩（いまじん）【週替り】
- 制作協力：THE WORKS【毎週】／スタッフラビ、共同テレビ、リュウ・エンタープライズ、オン・エアー、いまじん【週替り】
- 制作：フジテレビ制作センター
- 制作著作：フジテレビ

## 備考
岡山放送は2001年3月までこの時間帯にローカル番組『しらべ〜るの大冒険』を編成していたが、同年4月の改編でローカル番組枠を金曜19時台へ移動させて『ニョッキン7』の放送を開始し、本番組からは月曜19時台のフジテレビの番組を同時ネットするようになった。
| フジテレビ 月曜19時枠 | フジテレビ 月曜19時枠     | フジテレビ 月曜19時枠               |
| 前番組                | 番組名                    | 次番組                              |
| --------------------- | ------------------------- | ----------------------------------- |
| 男と女!!雨のち晴      | 新常識クイズ!目からウロコ | わけありバラエティー みんなのヒミツ |